# (1023) Thomana
(1023) Thomana – planetoida z pasa głównego asteroid okrążająca Słońce w ciągu 5 lat i 230 dni w średniej odległości 3,16 au. Została odkryta 25 czerwca 1924 roku w Landessternwarte Heidelberg-Königstuhl w Heidelbergu przez Karla Reinmutha. Nazwa planetoidy pochodzi od słynnego chłopięcego chóru Thomaner z kościoła św. Tomasza w Lipsku. Przed jej nadaniem planetoida nosiła oznaczenie tymczasowe (1023) 1924 RU.